# Punto de Fermat

Fig 1. Construcción para obtener el primer centro isogónico, X(13).

Geometría del punto de Fermat

El punto de Fermat de un triángulo, también llamado punto de Torricelli, es un punto tal que la distancia total desde los tres vértices del triángulo al punto es la mínima posible. Su nombre se debe a que el problema fue planteado originalmente por Fermat en una carta privada para Evangelista Torricelli, quien lo resolvió. Su pupilo, Viviani, publicó la solución en 1659.
El punto de Fermat da una solución a la mediana geométrica y el problema del árbol de Steiner para tres puntos.

## Construcción
Si ningún ángulo del triángulo supera a los 120°, el punto de Fermat permanece en el interior del triángulo y su posición coincide con la del primer punto isogónico o X(13). Para localizarlo se debe:
1. Construir dos triángulos equiláteros en dos lados cualesquiera del triángulo.
2. Para cada nuevo vértice de los triángulos equiláteros, trazar una recta desde ahí hasta el vértice opuesto del triángulo dado.
3. La intersección de dos de estas rectas es el punto de Fermat.

Existe un método alternativo, respetando el límite de 120°:
1. En cualquiera de los lados, construir dos triángulos isósceles, con los lados en cuestión como bases, ángulos de 30° en la base y vértices afuera del triángulo original.
2. Dibujar dos circunferencias, cada uno con el centro en el vértice de los triángulos isósceles recién construidos y de radio el lado idéntico de los triángulos isósceles.
3. La intersección interior al triángulo original entre las dos circunferencias es el punto de Fermat.